# Bake Off: Най-сладкото състезание
Bake Off: Най-сладкото състезание е българска версия на шоуто The Great British Bake Off. Българската версия започва на 15 ноември 2016 г. по Нова телевизия. Водещи на шоуто са Алекс Раева и Рафи Бохосян.

## Сезони
| Сезон | Сезон | ТВ канал | Година | Епизоди | Старт           | Финал           | Победител     | Награда                                                 |
| ----- | ----- | -------- | ------ | ------- | --------------- | --------------- | ------------- | ------------------------------------------------------- |
|       | 1     | Нова ТВ  | 2016   | 8       | 15 ноември 2016 | 7 декември 2016 | Моника Велева | титлата „Най-добър любител сладкар и пекар на България“ |

## Формат
Участниците трябва да изпълняват различни задачи, като доказват уменията и обогатяват познанията си в сферата на сладкарството и пекарството. Предизвикателствата в шоуто включват: сладкарство и пекарство, а основна задача за участниците е да впечатлят журито, а и себе си със своите постижения. Te ще бъдат напътствани от специално жури от експерти, чиято основна роля ще бъде да мотивира и вдъхновява, но също и да оценява.

## Първи сезон
Първият сезон в България започва на 15 ноември.
Победител е Моника Велева.

### Участници
- Финално класиране:
- 1. Моника Велева (18) (победител)
- 2. Десислава Славчева (35)
- 3. Анита Маринова (26)
- 4. Георги Найденов (34)
- 5. Димана Дамянова (28)
- 6. Емил Христов (29)
- 7. Марио Марински (22)
- 8. Камелия Андонова (32)
- 9. Петко Мирчев (42)
- 10. Зарко Сарафян (29)
- 11. Диляна Атанасова (23)
- 12. Кирилка Йорданова (39)